# Mbitom
Mbitom est un village du Cameroun situé dans le département du Djérem et la région de l'Adamaoua. Il fait partie de la commune de Tibati.

## Population
En 1967, Mbitom comptait 53 habitants, principalement des Gbaya. Lors du recensement de 2005, le village était habité par 613 personnes, 282 de sexe masculin et 331 de sexe féminin.